# Ásgrímur Jónsson
Ásgrímur Jónsson, född 4 mars 1876 i Suðurkot, Rútsstaðahverfi, död 5 april 1958 i Reykjavik, var en isländsk konstnär.

## Biografi
Ásgrímur Jónsson studerade vid Det Kongelige Danske Kunstakademi i Köpenhamn och reste vida omkring efter examen. Hans konst, efter att ha återvänt till Island 1909, bestod främst av landskapsbilder. Hans målarstil var snarlik den franska impressionismen i stil med Camille Corot. Några bilder är illustrerad med sagofigurer.
Han har också utfört väggmålningar i olika kyrkor på Island. Ett antal av hans verk finns utställda i Islands konstmuseum och han har influerat många konstnärer på Island.